# 比薩拉比亞德意志人

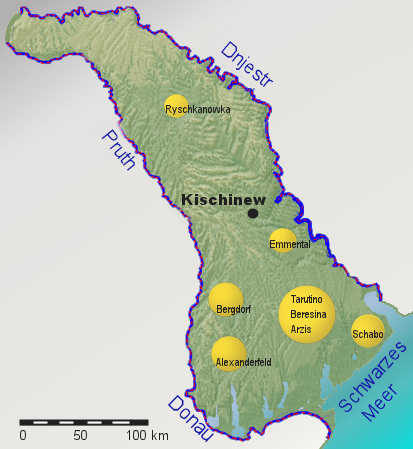
比薩拉比亞德意志人分佈

比薩拉比亞德意志人（德語：Bessarabiendeutsche，羅馬尼亞語：Germani basarabeni，烏克蘭語：Бессарабські німці）是1814年至1940年間居住在比薩拉比亞（今天摩爾多瓦共和國和烏克蘭西南部的一部分）的一個德裔族群。
從1814年到1842年，其中9,000人從德國巴登、符騰堡、巴伐利亞、現代波蘭的一些普魯士領土和法國阿爾薩斯移民到位於黑海的俄羅斯帝國比薩拉比亞省。該地區與黑海接壤，是俄羅斯帝國的一部分，以新俄羅斯的形式存在，後來成為了比薩拉比亞省。
在他們125年的歷史中，比薩拉比亞德國人絕大多數是農村人口。在他們搬回到德國本土（《莫洛托夫-里賓特洛甫條約》簽訂）之前，他們是當地的少數民族，人數大約93,000人，約佔總人口的3%。他們與定居在敖德薩以東的黑海德意志人以及多布羅加的多布羅加德意志人不同。
比薩拉比亞德意志人最有名的人是德國前總統霍斯特·科勒。在1940年移民之前，他的父母住在比薩拉比亞北部的德國人聚居地Rîşcani，後來又搬到了當時被德國占領的波蘭總督府，科勒出生在當時的波蘭。